# Zubrzyce
Zubrzyce  (deutsch Sauerwitz) ist eine Ortschaft in Oberschlesien. Der Ort liegt in der Gmina Głubczyce im Powiat Głubczycki in der Woiwodschaft Oppeln in Polen.

## Geographie

### Geographische Lage
Das Angerdorf Zubrzyce liegt zwölf Kilometer südwestlich der Kreisstadt und des Gemeindesitzes Głubczyce (Leobschütz) sowie 75 Kilometer südlich der Woiwodschaftshauptstadt Opole (Oppeln). Der Ort liegt in der Nizina Śląska (Schlesische Tiefebene) innerhalb der Płaskowyż Głubczycki (Leobschützer Lößhügelland). Durch das Dorf fließt die Troja, ein linker Zufluss der Zinna.

### Nachbarorte
Nachbarorte von Zubrzyce sind im Nordwesten Zopowy (Soppau), im Südosten Włodzienin (Bladen), im Süden Lewice (Löwitz) und im Südwesten Chróstno (Saliswalde).

## Geschichte

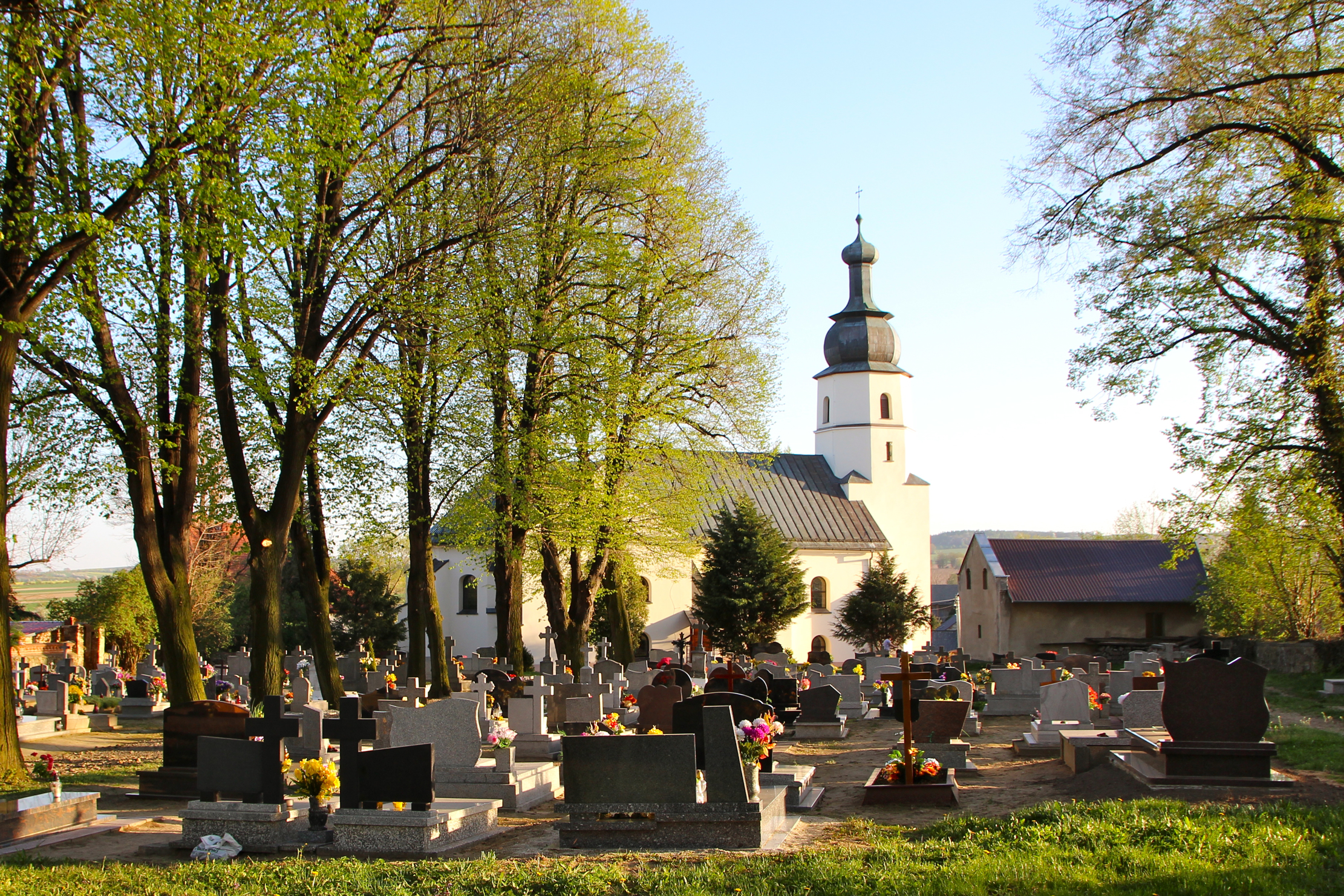
Peter-und-Paul-Kirche

Der Ort wurde 1281 erstmals als Sanvricz  erwähnt. Der Ortsname leitet sich vom Personennamen Żubr (dt. Wisent) ab, übersetzt in etwa rauschende Quelle. Weitere Erwähnung erfolgten 1377 als Subericz und Saberwitz, 1490 als Zubrziczsky sowie 1526 als Zubritzky . 1583 wurde die katholische Dorfkirche erbaut.
Nach dem Ersten Schlesischen Krieg 1742 fiel Sauerwitz mit dem größten Teil Schlesiens an Preußen.
Nach der Neuorganisation der Provinz Schlesien gehörte die Landgemeinde Sauerwitz ab 1816 zum Landkreis Leobschütz im Regierungsbezirk Oppeln. 1845 bestanden im Dorf eine katholische Pfarrkirche, eine katholische Schule, zwei Windmühlen, eine Wassermühle, eine Brauerei, eine Brennerei und 197 Häuser. Im gleichen Jahr lebten in Sauerwitz 987 Menschen, davon einer evangelisch. 1861 zählte Sauerwitz 34 Bauern-, 30 Gärtner- und 96 Häuslerstellen. Die Schule zählte im gleichen Jahr 229 Schüler. 1874 wurde der Amtsbezirk Sauerwitz gegründet, welcher die Landgemeinden Bratsch, Peterwitz, Sauerwitz und Türmitz umfasste.
1912 brannten mehrere Häuser im Ort ab, nachdem mehrere Blitze einschlugen. Zwischen 1920 und 1923 wurde das Dorf elektrifiziert. Bei der Volksabstimmung in Oberschlesien am 20. März 1921 stimmten in Sauerwitz 941 Personen für einen Verbleib bei Deutschland und 0 für Polen. Sauerwitz verblieb wie der gesamte Stimmkreis Leobschütz beim Deutschen Reich. 1923 entstand ein Denkmal für die 54 Gefallenen Soldaten des Ortes. 1931 überflutete die Troja nach einem starken Unwetter das Dorf. Zahlreiche Gebäude und Brücken wurden zerstört. 1933 zählte der Ort 1117 Einwohner, 1939 wiederum 1013. Bis 1945 gehörte der Ort zum Landkreis Leobschütz. Die Bevölkerung des Ortes flüchtete am 19. März um 14 Uhr vor der heranrückenden Roten Armee in Richtung Sudetenland und Bayern. Am 22. und 23. wurde das Dorf stark umkämpft. Durch die unmittelbaren Kampfhandlungen Ort gingen zahlreiche Gebäude in Flammen auf. Ein Drittel der dörflichen Bebauung wurde zerstört und 76 deutsche Soldaten fielen während der Kämpfe. 
1945 kam der bisher deutsche Ort unter polnische Verwaltung, wurde in Zubrzyce umbenannt und der Woiwodschaft Schlesien angeschlossen. Ein Teil der Sauerwitzer Bevölkerung kam im Mai 1945 wieder in den Ort zurück. Am 15. Juli 1946 wurde die deutsche Bevölkerung vertrieben und kam nach Niedersachsen. 1950 wurde Zubrzyce der Woiwodschaft Oppeln zugeteilt. 1999 wurde es Teil des wiedergegründeten Powiat Głubczycki.

## Sehenswürdigkeiten

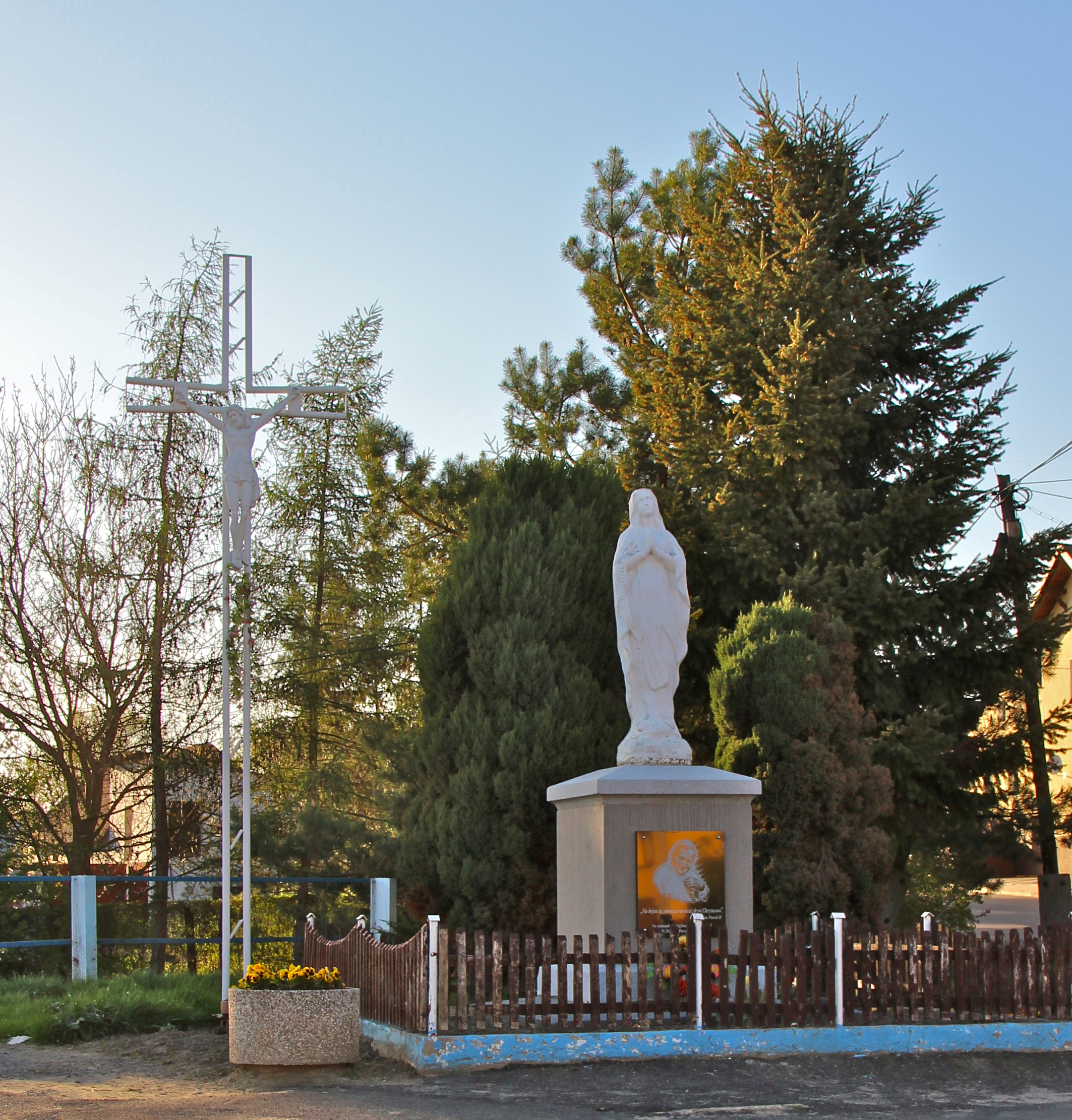
Marienstatue

- Die römisch-katholische Peter-und-Paul-Kirche (poln. Kościół św. Apostołów Piotra i Pawła) wurde 1583 erbaut. 1896 wurde der Kirchenbau erweitert. 1937 wurde die Kirche saniert und erhielt ein neues Dach. Im März 1945 wurde die Kirche durch Artilleriebeschuss beschädigt. Der Kirchturm und der Dachstuhl brannten ab. Noch im gleichen Jahr wurde das Dach notdürftig wieder hergestellt.[8] Der Kirchenbau steht seit 1955 unter Denkmalschutz.[9]
- An der Kreuzung ul. Pogodna und ul. Dluga steht eine Marienstatue und eine Gedenkplatte für Papst Johannes Paul II. Der Sockel gehörte ursprünglich zum Denkmal für die Gefallenen des deutsch-französischen Kriegs von 1870–1871.
- Nepomukstatue aus dem 18. Jahrhundert
- Steinerne Wegekreuze

## Vereine
- Freiwillige Feuerwehr OPS Zubrzyce
- Fußballverein LZS Ruch Zubrzyce